# 4350 Shibecha
4350 Shibecha eller 1989 UG1 är en asteroid i huvudbältet som upptäcktes den 26 oktober 1989 av de båda japanska astronomerna Seiji Ueda och Hiroshi Kaneda i Kushiro. Den är uppkallad efter den japanska staden Shibecha.
Asteroiden har en diameter på ungefär 11 kilometer.